# Arrondissement di Saint-Brieuc
L'arrondissement di Saint-Brieuc è un arrondissement dipartimentale della Francia situato nel dipartimento delle Côtes-d'Armor, appartenente alla regione di Bretagna.

## Composizione
L'arrondissement è composto da 122 comuni raggruppati in 21 cantoni:
- cantone di Châtelaudren
- cantone di La Chèze
- cantone di Corlay
- cantone di Étables-sur-Mer
- cantone di Lamballe
- cantone di Langueux
- cantone di Lanvollon
- cantone di Loudéac
- cantone di Moncontour (Côtes-d'Armor)
- cantone di Paimpol
- cantone di Pléneuf-Val-André
- cantone di Plérin
- cantone di Plœuc-sur-Lié
- cantone di Ploufragan
- cantone di Plouguenast
- cantone di Plouha
- cantone di Quintin
- cantone di Saint-Brieuc-Nord
- cantone di Saint-Brieuc-Ovest
- cantone di Saint-Brieuc-Sud
- cantone di Uzel